# Mehdi Meriah
Medhi Meriah (Ariana, 5 luglio 1979) è un ex calciatore tunisino, di ruolo difensore.

## Carriera

### Club
Ha sempre giocato nel campionato tunisino.

### Nazionale
Con la maglia della Nazionale ha collezionato 6 presenze.